# Bayburt
Bayburt (tiếng Armenia: Բայբերդ, đã Latinh hoá: Bayberd) là thành phố tỉnh lỵ (merkez ilçesi) của tỉnh Bayburt, Thổ Nhĩ Kỳ. Thành phố có diện tích 2655 km² và dân số thời điểm năm 2007 là 59839 người, mật độ 23 người/km².

## Khí hậu
| Dữ liệu khí hậu của Bayburt                  | Dữ liệu khí hậu của Bayburt | Dữ liệu khí hậu của Bayburt | Dữ liệu khí hậu của Bayburt | Dữ liệu khí hậu của Bayburt | Dữ liệu khí hậu của Bayburt | Dữ liệu khí hậu của Bayburt | Dữ liệu khí hậu của Bayburt | Dữ liệu khí hậu của Bayburt | Dữ liệu khí hậu của Bayburt | Dữ liệu khí hậu của Bayburt | Dữ liệu khí hậu của Bayburt | Dữ liệu khí hậu của Bayburt | Dữ liệu khí hậu của Bayburt |
| Tháng                                        | 1                           | 2                           | 3                           | 4                           | 5                           | 6                           | 7                           | 8                           | 9                           | 10                          | 11                          | 12                          | Năm                         |
| -------------------------------------------- | --------------------------- | --------------------------- | --------------------------- | --------------------------- | --------------------------- | --------------------------- | --------------------------- | --------------------------- | --------------------------- | --------------------------- | --------------------------- | --------------------------- | --------------------------- |
| Cao kỉ lục °C (°F)                           | 10.3 (50.5)                 | 13.9 (57.0)                 | 21.2 (70.2)                 | 25.3 (77.5)                 | 29.6 (85.3)                 | 32.9 (91.2)                 | 37.0 (98.6)                 | 38.4 (101.1)                | 34.0 (93.2)                 | 28.8 (83.8)                 | 20.0 (68.0)                 | 18.2 (64.8)                 | 38.4 (101.1)                |
| Trung bình ngày tối đa °C (°F)               | −0.2 (31.6)                 | 1.3 (34.3)                  | 6.9 (44.4)                  | 13.5 (56.3)                 | 18.8 (65.8)                 | 23.7 (74.7)                 | 27.8 (82.0)                 | 28.6 (83.5)                 | 24.2 (75.6)                 | 17.6 (63.7)                 | 9.0 (48.2)                  | 2.1 (35.8)                  | 14.4 (57.9)                 |
| Trung bình ngày °C (°F)                      | −5.4 (22.3)                 | −4.2 (24.4)                 | 1.3 (34.3)                  | 7.2 (45.0)                  | 11.9 (53.4)                 | 15.9 (60.6)                 | 19.3 (66.7)                 | 19.5 (67.1)                 | 15.2 (59.4)                 | 9.9 (49.8)                  | 2.7 (36.9)                  | −3.0 (26.6)                 | 7.5 (45.5)                  |
| Tối thiểu trung bình ngày °C (°F)            | −9.7 (14.5)                 | −8.8 (16.2)                 | −3.5 (25.7)                 | 1.7 (35.1)                  | 5.8 (42.4)                  | 8.6 (47.5)                  | 11.4 (52.5)                 | 11.6 (52.9)                 | 7.7 (45.9)                  | 4.0 (39.2)                  | −2.0 (28.4)                 | −6.9 (19.6)                 | 1.7 (35.1)                  |
| Thấp kỉ lục °C (°F)                          | −31.3 (−24.3)               | −27.6 (−17.7)               | −28.3 (−18.9)               | −12.7 (9.1)                 | −4.4 (24.1)                 | −1.6 (29.1)                 | 0.2 (32.4)                  | 2.4 (36.3)                  | −2.1 (28.2)                 | −10.6 (12.9)                | −23.6 (−10.5)               | −29.0 (−20.2)               | −31.3 (−24.3)               |
| Lượng Giáng thủy trung bình mm (inches)      | 29.3 (1.15)                 | 32.1 (1.26)                 | 47.3 (1.86)                 | 67.5 (2.66)                 | 78.5 (3.09)                 | 47.0 (1.85)                 | 25.9 (1.02)                 | 16.8 (0.66)                 | 23.0 (0.91)                 | 47.1 (1.85)                 | 31.0 (1.22)                 | 30.1 (1.19)                 | 475.6 (18.72)               |
| Số ngày giáng thủy trung bình                | 8.33                        | 8.17                        | 10.23                       | 13.87                       | 16.03                       | 10.30                       | 5.30                        | 4.77                        | 5.57                        | 9.07                        | 7.57                        | 8.30                        | 107.5                       |
| Nguồn: Cơ quan Khí tượng Nhà nước Thổ Nhĩ Kỳ |                             |                             |                             |                             |                             |                             |                             |                             |                             |                             |                             |                             |                             |